# Senta Aralha
Senta Aralha (en francès Saint-Arailles) és un municipi francès situat al departament del Gers i a la regió d'Occitània.

## Demografia
| 1962                                       | 1968 | 1975 | 1982 | 1990 | 1999 | 2006 |
| ------------------------------------------ | ---- | ---- | ---- | ---- | ---- | ---- |
| 150                                        | 154  | 139  | 136  | 133  | 116  | 125  |
| Des de 1962: població sense dobles comptes |      |      |      |      |      |      |

## Administració
| Període   | Identitat            | Partit |
| --------- | -------------------- | ------ |
| 1935-1945 | Armand Gassiolle     |        |
| 1945-1953 | André Massartic      |        |
| 1953-1959 | Norbert Lasportes    |        |
| 1959-1971 | Pierre Massartic     |        |
| 1971-2001 | Jean-Louis Lasportes |        |
| 2001-     | Bernard Lasportes    |        |